# 붙인 둥근지붕
| 붙인 둥근지붕의 집합             | 붙인 둥근지붕의 집합                                             |
| -------------------------------- | ---------------------------------------------------------------- |
| (맞붙인/비틀어 붙인 형태의 예시) |                                                                  |
| 면                               | n각형 2개 오각형 2n개 삼각형 4n개                                |
| 모서리                           | 12n                                                              |
| 꼭짓점                           | 6n                                                               |
| 대칭군                           | 밎-: Dnh, [n,2], (*n22), 4n차 비틀어-: Dnd, [2n,2+], (2*n), 4n차 |
| 회전군                           | Dn, [n,2]+, (n22), 2n차                                          |
| 특성                             | 볼록                                                             |

기하학에서 붙인 둥근지붕은 이면체 대칭족의 다면체이고, 둥근지붕의 가장 큰 면을 연결한 것이다. 이것은 붙인 지붕과 유사하지만 삼각형과 사각형이 번갈아 나타나는 대신에 축 주변에 오각형과 삼각형이 번갈아 나타난다. 맞붙인 형태와 비틀어 붙인 형태의 두 종류의 형태가 있다: 맞붙인 둥근지붕은 두 둥근지붕 중 하나가 다른것의 거울상으로 놓여있는 것이고, 비틀어 붙인 둥근지붕에서는 한 둥근지붕은 다른 것에 대하여 꼬여있다.
붙인 오각둥근지붕은 정다각형 면으로 만들어질 수 있다; 하나는 존슨의 다면체이고, 다른 것은 반정다면체이다:
- 맞붙인 오각둥근지붕,
- 비틀어 붙인 오각둥근지붕, 십이이십면체라고도 불린다.

다른 형태는 일그러진 등변오각형과 이면체 대칭으로 만들어질 수 있다.

## 같이 보기
- 비틀어 늘린 붙인 오각둥근지붕
- 늘린 맞붙인 오각둥근지붕
- 늘린 비틀어 불인 오각둥근지붕

## 참고 자료
- Norman W. Johnson, "Convex Solids with Regular Faces", Canadian Journal of Mathematics, 18, 1966, pages 169–200. Contains the original enumeration of the 92 solids and the conjecture that there are no others.
- Victor A. Zalgaller (1969). 《Convex Polyhedra with Regular Faces》. Consultants Bureau. No ISBN.  The first proof that there are only 92 Johnson solids.